# Nicolás Peric
Nicolás Miroslav Peric Villarreal (Talca, 19 ottobre 1978) è un ex calciatore cileno, di ruolo portiere.